# Discografia de Hyomin
A discografia de Hyomin, uma cantora e compositora sul-coreana, consiste em três extended plays, cinco singles, seis videoclipes e uma trilha sonora.

## Extended plays
| Make Up                                                                           | - Lançamento: 30 de junho de 2014 - Gravadora: Core Contents Media, KT Music - Formatos: CD, download digital     | 6 | 15 | - KOR: 8,868+  |
| Sketch                                                                            | - Lançamento: 17 de março de 2016 - Gravadora: MBK Entertainment, Interpark INT - Formatos: CD, download digital  | 3 | 1  | - KOR: 13,129+ |
| Mango                                                                             | - Lançamento: 12 de setembro de 2018 - Gravadora: Sublime Artist Agency, Kakao M - Formatos: CD, download digital | — | —  | ASA            |
| "—" denota lançamentos que não foram gráficos ou não foram lançados nessa região. | |   |    |                |

## Singles
| "Love Suggestion"                                                                 | 2013 | —   | —  | — | —               | Lançamento sem álbum |
| "Nice Body"                                                                       | 2014 | 13  | 18 | 2 | - KOR: 229,290+ | Make Up              |
| "Fake It"                                                                         | 2014 | 27  | 92 | — | —               | Make Up              |
| "Still"                                                                           | 2016 | —   | —  | — | —               | Sketch               |
| "Gold"                                                                            | 2016 | —   | —  | — | —               | Sketch               |
| "Sketch"                                                                          | 2016 | 120 | —  | 1 | - KOR: 13,515+  | Sketch               |
| "Sketch (Chinese Version)"                                                        | 2016 | —   | —  | 1 | —               | Lançamento sem álbum |
| "Mango"                                                                           | 2018 | —   | —  | 5 | —               | Mango                |
| "—" denota lançamentos que não foram gráficos ou não foram lançados nessa região. |      |     |    |   |                 |                      |

### Colaborações
| Título                                               | Ano  | Melhor posição nas paradas | Vendas (DL)       | Álbum          |
| Título                                               | Ano  | KOR                        | Vendas (DL)       | Álbum          |
| ---------------------------------------------------- | ---- | -------------------------- | ----------------- | -------------- |
| "Blue Moon" (com Seeya, Davichi e Black Pearl)       | 2008 | —                          | —                 | Colour Pink    |
| "N-Time" (com Hwang Jung-eum)                        | 2009 | —                          | —                 | N-Time         |
| "Wonder Woman" (com Eunjung, Seeya e Davichi)        | 2010 | 6                          | - KOR: 2,301,658+ | Wonder Woman   |
| "Beautiful Girl" (com Brave Brothers e Electro Boyz) | 2011 | 27                         | - KOR: 437,790+   | Beautiful Girl |

## Outras canções cartografadas
| Ano                                                                               | Título     | Melhor posição nas paradas | Álbum   |
| Ano                                                                               | Título     | KOR                        | Álbum   |
| --------------------------------------------------------------------------------- | ---------- | -------------------------- | ------- |
| 2014                                                                              | "Overcome" | 70                         | Make Up |
| "—" denota lançamentos que não foram gráficos ou não foram lançados nessa região. |            |                            |         |

## Videoclipes
| Ano  | Título      | Diretor         | Notas           |
| ---- | ----------- | --------------- | --------------- |
| 2014 | "Nice Body" | Hyun Young-sung | Versão original |
| 2014 | "Nice Body" | Hyun Young-sung | Versão de dança |
| 2016 | "Sketch"    | Tiger Cave      | Versão original |
| 2016 | "Sketch"    | Tiger Cave      | Versão sexy     |
| 2016 | "Sketch"    | Tiger Cave      | Versão chinesa  |
| 2018 | "Mango"     | Seong Chang-won | —               |